# Jacob Mikanowski
Jacob Mikanowski (* 1982 in Boston, Massachusetts) ist ein US-amerikanischer Historiker, Journalist, Publizist und Kritiker, der für seine umfassenden Arbeiten über die kulturellen und historischen Komplexitäten Osteuropas bekannt ist.

## Leben und Karriere
Mikanowskis polnisch-jüdischer Vater und seine Mutter aus adliger ungarischer Familie bleiben nach dem Zweiten Weltkrieg in den USA, da sie aufgrund des in Polen verhängten Kriegsrechts nicht in ihre Heimat zurückkehren konnten. Er promovierte in osteuropäischer Geschichte an der University of Berkeley. Jacob Mikanowski lebt in Berkeley.

## Arbeit
Im Zentrum seiner Arbeit stehen Geschichte, Politik und Kultur Osteuropas. Seine Arbeiten erscheinen in verschiedenen renommierten Publikationen, darunter The Atlantic, Aeon, Cabinet, The Chronicle of Higher Education, The Guardian, The New York Times und The New Yorker. Eines von Mikanowskis bekanntesten Werken ist das Buch „Adieu, Osteuropa“, das für seine detaillierte und zugleich zugängliche Darstellung der Geschichte der Region in den letzten 2000 Jahren viel Lob erhalten hat. Das Buch verbindet persönliche Familiengeschichte mit breiteren historischen Erzählungen und zielt darauf ab, die Erinnerung an eine Region zu bewahren, die sich kulturellen und politischen Veränderungen gegenübersieht. Es wird dafür gelobt, die vielfältige und oft widersprüchliche Natur Osteuropas einzufangen. Mikanowskis Beiträge gehen über seine schriftlichen Werke hinaus. Seine Artikel und Essays behandeln verschiedene Themen, von antiken ökologischen Phänomenen bis zu zeitgenössischen politischen Fragen. Seine Arbeit reflektiert häufig die Schnittstelle von Geschichte, Erinnerung und Identität und bietet Einblicke, wie vergangene Ereignisse die gegenwärtige Realität prägen.

## Veröffentlichungen (Auswahl)
- Goodbye, Eastern Europe: An Intimate History of a Divided Land
  - deutsch: Adieu, Osteuropa. Kulturgeschichte einer verschwundenen Welt. Rowohlt, Berlin 2023, ISBN 978-3-7371-0139-4.